# 사발통문
사발통문(沙鉢通文)은 어떤 일을 함께 하고자 하는 사람 이름을 사발 모양으로 둥글게 삥 돌려 적어, 같은 뜻을 가진 다른 사람을 모으기 위해 널리 알리는 문서를 말한다.

## 한국

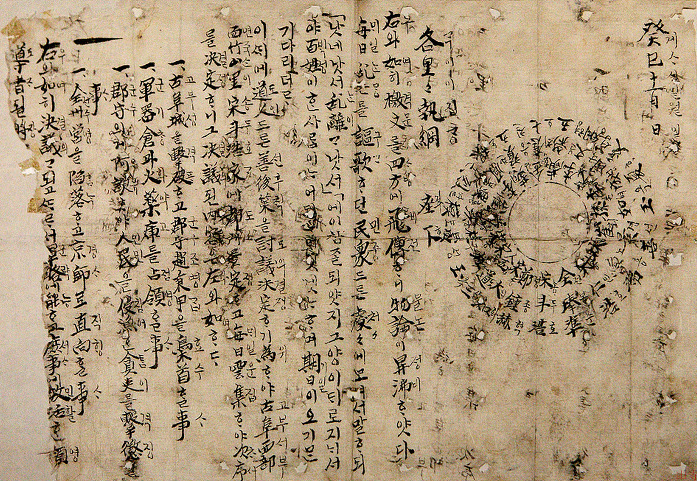
동학 농민 운동 때의 사발통문.

조선 후기에 주로 쓰였으며 마을 사람이 모여 유교적인 규범과 윤리 확인을 위하여 만든 계 문서에도 많이 쓰였다.
그러나 그것이 정치적 행동을 조직하는 데 자주 활용되자, 조선 정부는 임오군란이 일어난 뒤부터는 사발통문을 돌리기만 해도 역모로 보아 처벌했다.
특히 동학 농민 운동 때 동학군들이 사용하였던 통문이 유명하다. 1893년 11월 고부군 서부면 죽산리(현재 정읍군 고부면 신중리 주산마을)  송두호의 집에서 전봉준 등 20명이 모여 고부 농민 항쟁을 계획하고 그 결의를 서명하여 각 리의 집강에게 돌렸는데, 1968년 12월 세상에 공개되면서 고부농민항쟁이 혁명적 거사 계획에서 치밀하게 진행되었음을 알려주게 되었다.
#고부성을 격파하고 군수 조병갑을 효수하라.
1. 군기창과 화약고를 점령하라.
2. 군수에게 아첨하여 백성을 침학한 관리를 격징하라.
3. 전주감영을 함락하고 서울로 직접 향하라.

## 일본
일본 센고쿠 시대에는 농민들이 지배 무사 권력에 항거해 잇키(폭동)를 일으키는 일이 잦았다. 권력자들은 농민들의 요구가 설령 합당해 받아들일지라도, 주모자만은 반드시 처형했다. 그러자 농민들은 종이 우산을 뜻하는 ‘가라카사 연판장(일본어: 傘連判状 가라카사렌판조[*])’을 써서 참여자 이름을 방사상으로 적었다.

## 서양

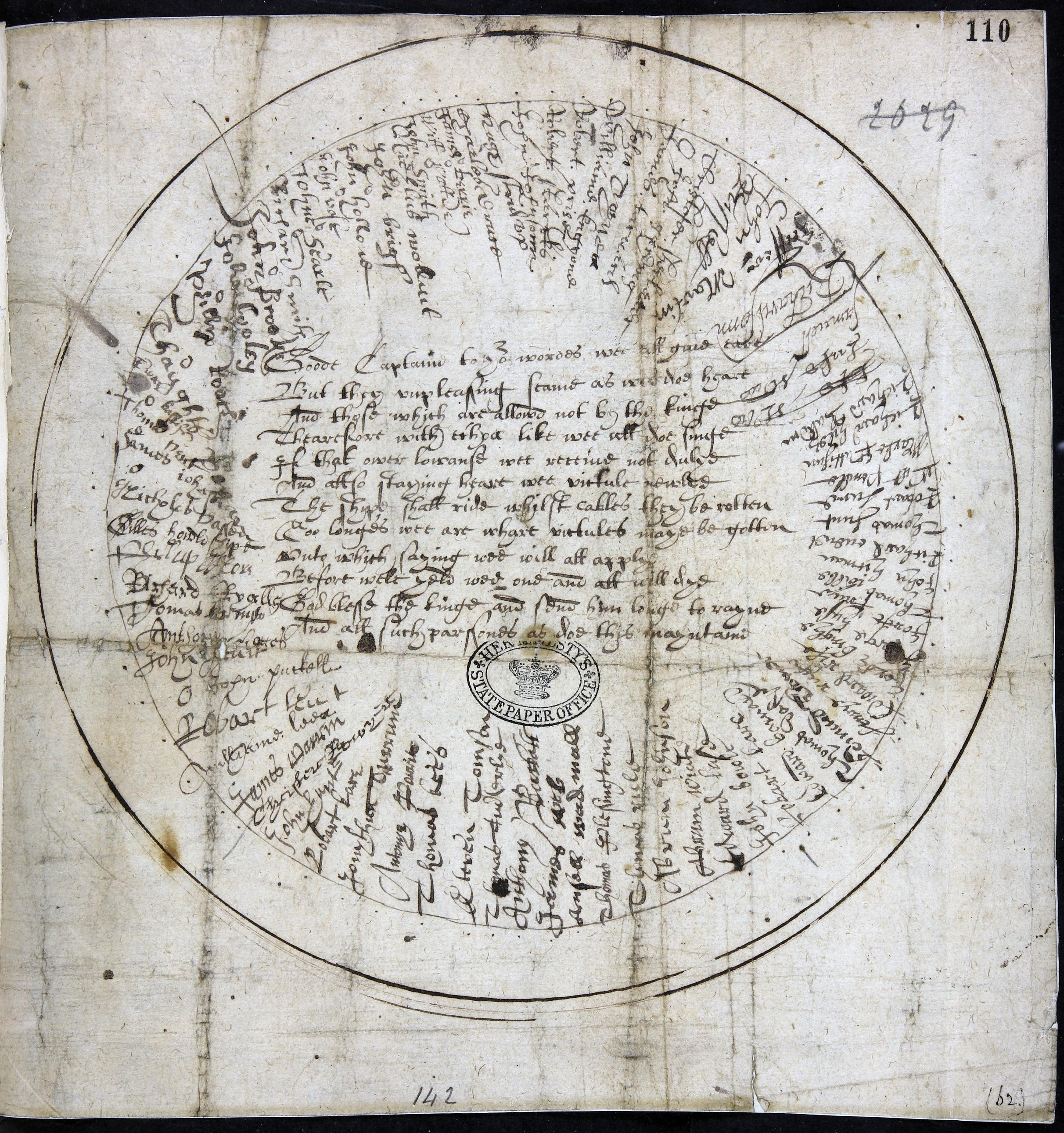

라운드 로빈(영어: Round robin)은 서명자의 순서를 알 수 없게 둥글게 적은 문서를 뜻하는 말로, 성탄절에 가족 소식을 전하는 등으로 다양하게 쓰였으며 '서쿨라'라고도 불리었다. 17세기 프랑스에서 왕에게 청원을 할 때 주도자를 알 수 없게 서명자 이름을 앞 뒤 순서가 없이 둥글게 리본 모양으로 적은 것에서 유래되었다.